# DigiLab AVU v Praze
Digitální laboratoř Akademie výtvarných umění v Praze (DigiLab AVU v Praze) je publicistické, výukové a technologické pracoviště AVU pro informační a audiovizuální technologie. Od svého založení v roce 2001 poskytuje studentům a zaměstnancům školy konzultace k této problematice. Současně DigiLab zajišťuje výuku počítačových software pro akreditované studijní programy AVU a participuje na vývoji a tvorbě výukových tutoriálů.
V roce 2006 vzniklo HDV centrum – „oddělení DigiLabu“ účastněného na výzkumu High Definition (HD) technologií a přenosů HD signálů po internetové síti. Nejviditelnějším činností HDV centra je televize Artycok.tv, která vytváří pořady o dění na akademii v širším kontextu současného výtvarného umění. Nejmladší aktivitou DigiLabu je organizování s VVP AVU v Praze retrospektivních přednášek mladých umělců a teoretiků, které jsou on-line vysílány (streaming) a archivovány na portálu laboratoře.

## Přednáškový cyklus

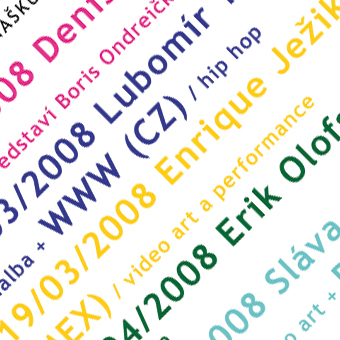
Grafika pro přednáškové cykly DigiLabu

DigiLab AVU v Praze odstartoval v letním semestru 2007/2008 přednáškový cyklus projektů, mladých umělců a teoretiků. Po roce fungování je realizační tým složen z VVP AVU, KOKO a MeetFactory. Pozvání přijali Dan Vávra, Krištof Kintera, Tomáš Vaněk, Ján Mančuška, Jiří Černický, Markéta Baňková, Milena Dopitová, Kateřina Vincourová, Zbyněk Baladrán, Štěpánka Šimlová, Palo Fabuš (sk), Denisa Lehocká (sk), Lubomír Typlt – hudební skupina WWW a Enrique Ježik (mex). Přednášky jsou vždy veřejné, on-line streamované a archivované.

## Workshopy
Od akademického roku 2007/2008 je v pravidelné nabídce DigiLabu program workshopů, které jsou většinou koncentrovány do pěti vyučovacích hodin. Byli již uspořádány Základy ovládání videokamery (Braňo Pažitka), Linux – střípek budoucnosti (Jan Mucska), Pure Data - cestování v grafickém programovacím prostředí (Michail Cabowitz), Vjing- dramata z maličkostí (Matěj Hájek) a Max/MSP - Real-time aplikace pro experimentátory (Tomáš Hrůza).
Workshopy DigiLabu mají formu krátké přednášky k dané problematice, které jsou dále rozvíjeny praktickou spoluúčastí posluchačů.

## Konference
DigiLab AVU pravidelně hostuje největší setkání Česko-slovenské Blender komunity. V pořadí již třetí ročník proběhl 14. dubna 2007. Program Blender konference je mimo samotný Blender také složen z dalších Open source editorů. Přednášky konference jsou on-line streamované a archivované .

## Archiv přednášek
Archiv přednášek DigiLabu je on-line přístupná video-databáze přednáškové činnosti DigiLabu. Archiv byl založen se spuštěním portálu v roce 2007 a jsou zde mimo přednáškový program DigiLabu uložené aktivity VVP AVU, semináře studentů AVU v Praze a archiv 8bitové Demoscény. Archiv obsahuje soubory ve formátu WMV o rozměrech 480px na 268px. Vzniklé záznamy přednášek jsou dále šířeny různými internetovými portály pod licencí Creative Commons.

## Artyčok.tv

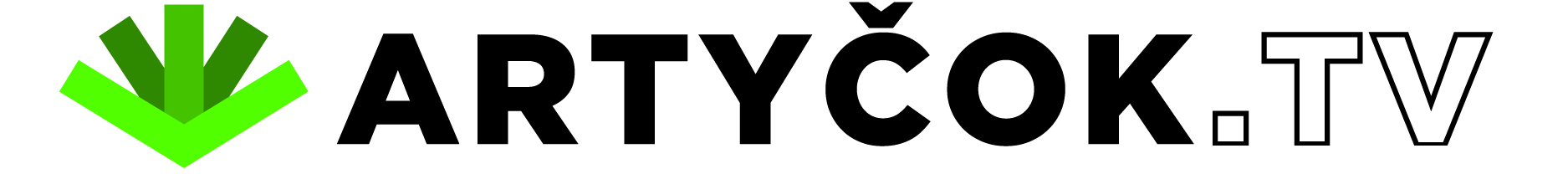
Logo publikačního portálu Artyčok.tv

Artycok.tv je nezávislá internetová HD televize při Akademii výtvarných umění v Praze (AVU), publikující novinky ze současné výtvarné scény. Artyčok vznikl v Digitální laboratoři AVU v Praze v rámci rozvojového projektu "HDV centrum AVU" Fondu rozvoje Cesnet. Hlavní stránka nabízí deset posledních příspěvků, databáze portálu obsahuje reportáže z vernisáží výstav, rozhovory s umělci a kurátory, záznamy workshopů, soutěží či přednášek. Projekt se postupně rozvíjí ke spolupráci s dalšími podobnými týmy při vysokých uměleckých školách Střední a Východní Evropy (UUD ZČU v Plzni, FaVU VUT v Brně, UJEP v Ústí nad Labem, A4 nultý priestor a MKE v Budapešti), které monitorují příslušné lokální výtvarné scény. V roce 2008 se uskutečnil přechod distribuce pořadů z platformy Windows Media Player na Flash Media Player a oproti počátečním snahám o maximalizaci obrazové kvality je nyní kladen důraz spíše na širokou dostupnost materiálu uživatelům.

## Publikační činnost
Absence prezentací činností AVU a aktivit studentů AVU přebírá v roce 2007 DigiLab AVU tuto úlohu. Byly publikovány interview s hosty přednáškového cyklu DigiLabu, Dan Vávra – Jak se dělá hra / interview a záznam na DVD (05/2007 PiXEL), Kintera>Vaněk>Mančuška>Černický / interview (11/2007 Ateliér (časopis)), výběr video tvorby studentů AVU (Famufest 2007), videoblok studentů AVU na mezinárodním filmovém festivalu „Ostrava Picture“ a workshop (11/2007/Ostrava), kritika společně s VVP AVU na výstavu Oko bere konané v Galerii AVU ve dnech 11.–21/03/2008, 8bitová demoscéna/1024bajtové filmy / kino Světozor, Praha (7.5.2008) a 8bitová demoscéna / A4 - nultý priestor, Bratislava (18.6.2008).

Současně DigiLab převzal patronát v organizování celoškolních AVU párty. Poslední AVU3PatraParty se konala 12/12/2007 ve třech patrech na třech pódií. Zahrál Cab & Max (Pure data ambient mix), projekt Mythematica (Embryo), Vj Sewa & Chleba, Dj Slami (Drum and Bass), Barbarian, To žluté co máte na kalhotkách (elektro show), Lovely dolls (Romantický sborový zpěv), Dead pope's company (Punk - Rock and roll) a I love 69 popgeju (music performance).